# 肋骨钩状突

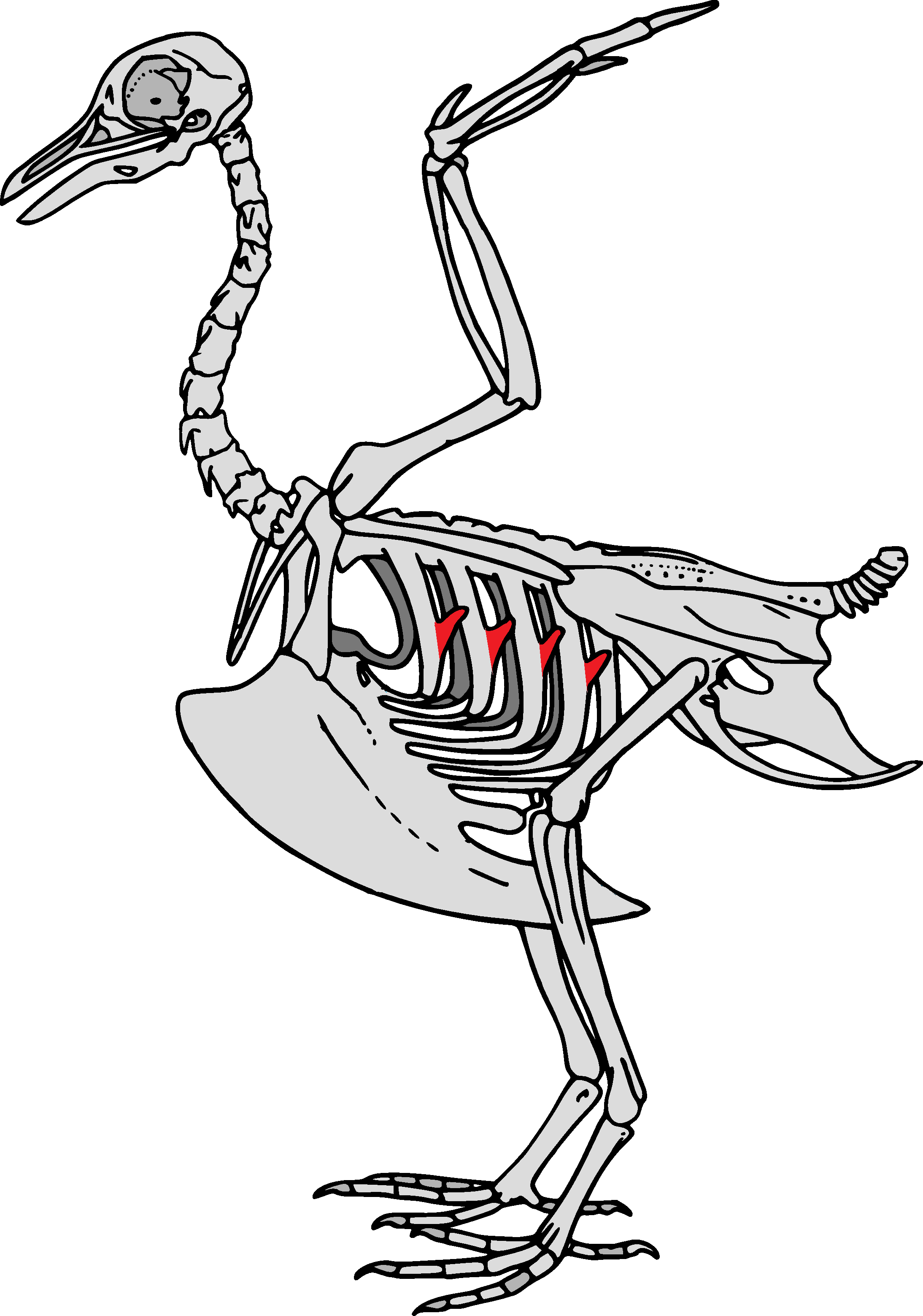
肋骨钩状突在鴿子骨骼中被用紅色標出

肋骨钩状突（英語：uncinate processes of the ribs）是從每個肋骨的垂直部分向尾部突出的骨頭延伸部分。uncinate来源于拉丁文uncinatus，意思是“钩”。它們在鳥類（除叫鴨科外）、爬行動物和早期兩棲類魚石螈中被發現。
這些钩状突可以用來連接肩胛骨的肌肉，並有助於加強與後肋骨重疊的肋骨籠（rib cage）。它們還顯示出通過增加參與呼吸肌肉的有效性而在呼吸中發揮作用 ，而叫鴨科缺乏這一突起的獨特之處 。這一突起在一些反鳥類動物中也被發現。在所有現存的脊椎動物中，肋骨钩状突是鳥類獨有的。與此同時，一些軟骨的鉤突存在於鱷魚中。肋骨钩状突在以下的脊椎動物的化石中被發現：喙頭蜥，尾羽龍，竊蛋龍類，孔子鳥，朝陽鳥和長翼鳥，但是它未在始祖鳥中發現。